# Nepenthes bokorensis
Nepenthes bokorensis este o specie de plante carnivore din genul Nepenthes, familia Nepenthaceae, ordinul Caryophyllales, descrisă de François Sockhom Mey. Conform Catalogue of Life specia Nepenthes bokorensis nu are subspecii cunoscute.

## Galerie de imagini

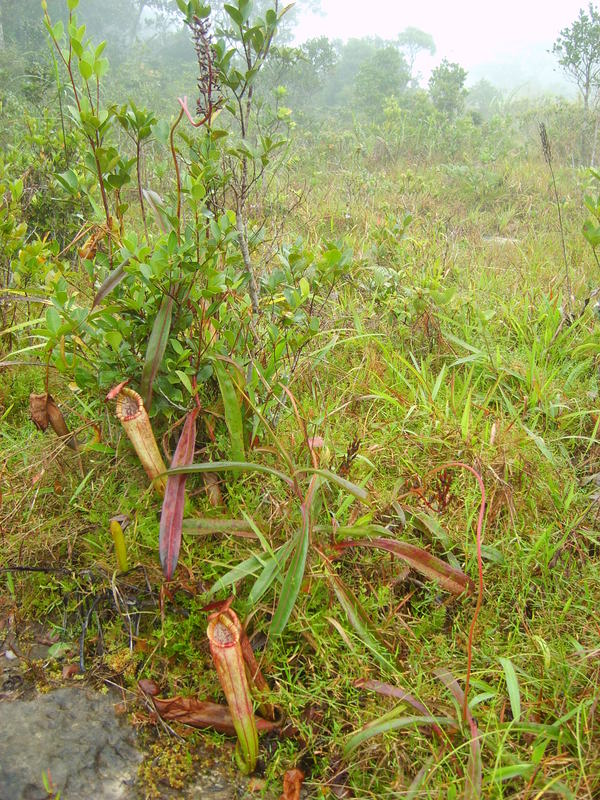
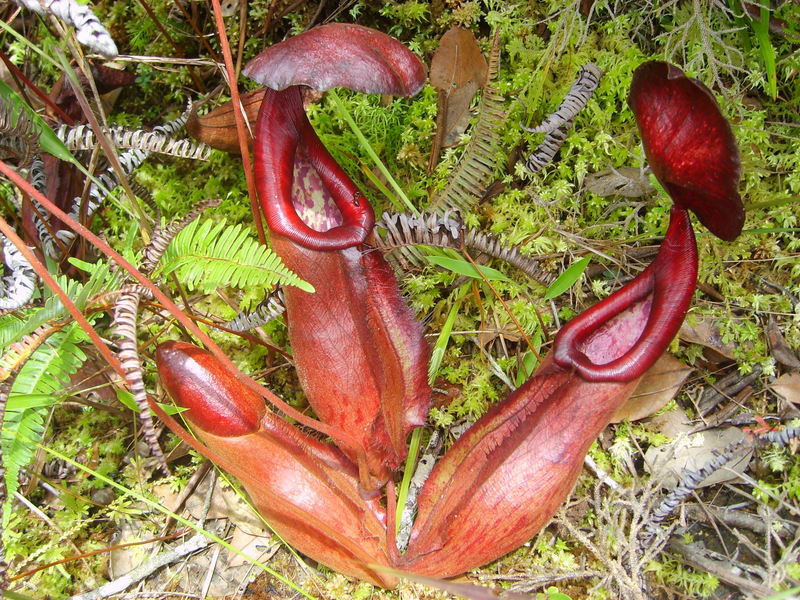
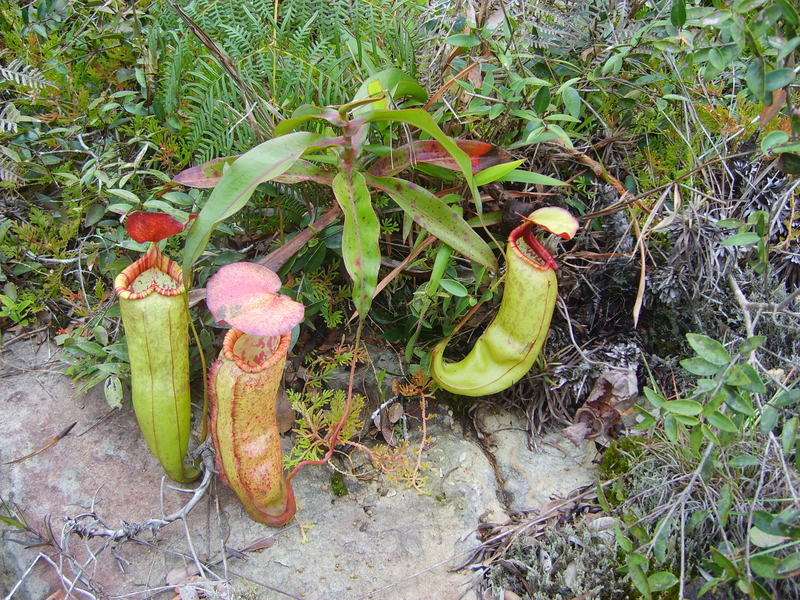
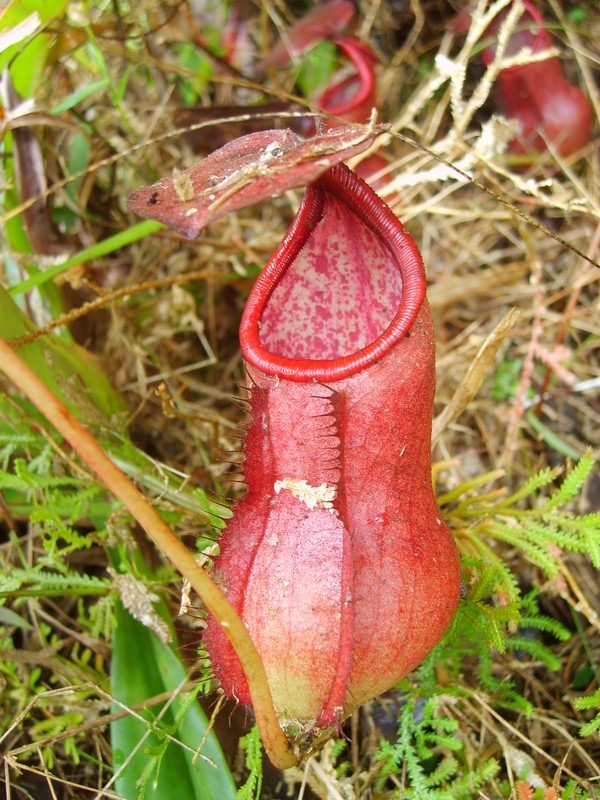
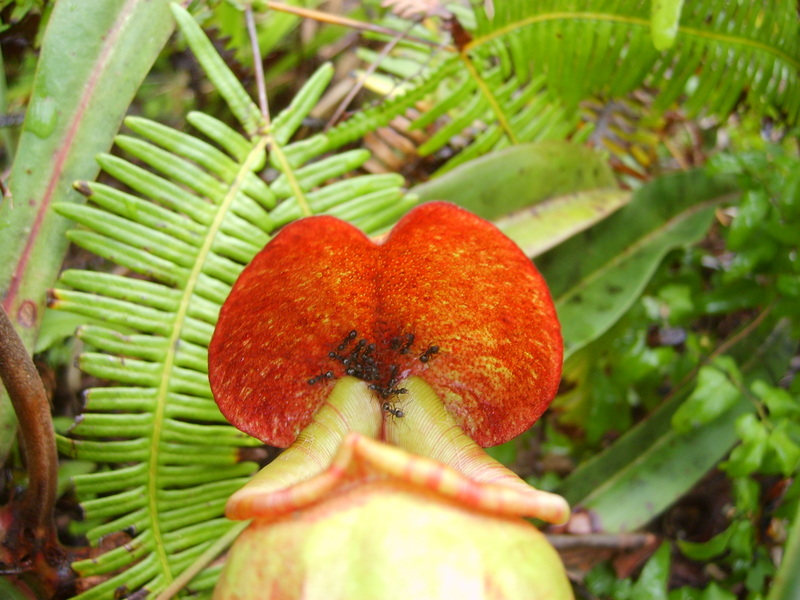
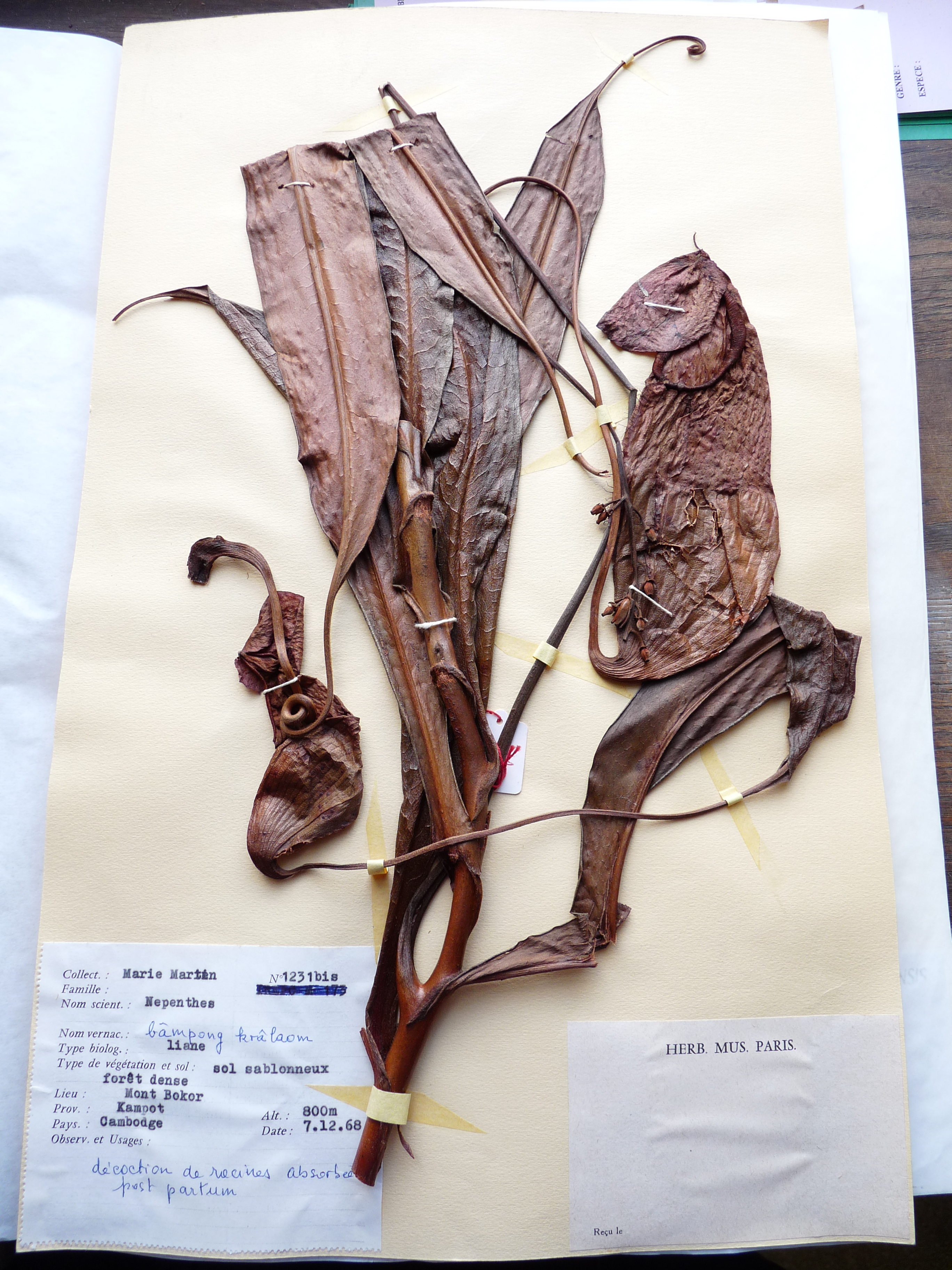